# Kubanische Futsalnationalmannschaft
Die kubanische Futsalnationalmannschaft ist eine repräsentative Auswahl kubanischer Futsalspieler. Die Mannschaft vertritt den kubanischen Fußballverband bei internationalen Begegnungen. Das Team gehört zu den stärksten Teams der CONCACAF und stand viermal im Finale der CONCACAF-Meisterschaft.

## Abschneiden bei Turnieren
Kuba nahm an bislang allen fünf Austragungen der CONCACAF-Meisterschaft teil. Dabei erreichte man in vier Turnieren das Finale, blieb dort aber stets sieglos. 1996 und 2004 unterlag man den USA (3:7 bzw. 0:2), 2000 Costa Rica (0:2) und 2008 Guatemala im Sechsmeterschießen mit 3:5. 2012 schied Kuba in der Vorrunde aus und konnte sich somit nicht für die Weltmeisterschaft im selben Jahr qualifizieren.
Durch die guten Resultate bei der Kontinentalmeisterschaft qualifizierte man sich regelmäßig für die Weltmeisterschaft. Dort blieb man aber 1996, 2000 und 2004 jeweils ohne Punkt und schied folglich immer als Tabellenletzter aus.

### Futsal-Weltmeisterschaft
- 1989 – nicht eingeladen
- 1992 – nicht eingeladen
- 1996 – Vorrunde
- 2000 – Vorrunde
- 2004 – Vorrunde
- 2008 – Vorrunde
- 2012 – nicht qualifiziert
- 2016 – Vorrunde
- 2021 – nicht qualifiziert
- 2024 – Vorrunde

### Futsal-CONCACAF-Meisterschaft
- 1996 – 2. Platz
- 2000 – 2. Platz
- 2004 – 2. Platz
- 2008 – 2. Platz
- 2012 – Vorrunde
- 2016 – 4. Platz
- 2021 – Vorrunde
- 2024 – 2. Platz